# Landesregierung Schausberger I
Die Landesregierung Schausberger I bildete die Salzburger Landesregierung unter Landeshauptmann Franz Schausberger zwischen 1996 und 1999. Nach dem Rücktritt von Landeshauptmann Hans Katschthaler hatte Franz Schausberger am 24. April 1996 das Amt des Landeshauptmanns übernommen. Er führte die Landesregierung bis zur Angelobung der Landesregierung Schausberger II am 27. April 1999 an. 

## Regierungsmitglieder
Mit Ausnahme des Postens des Landeshauptmanns blieb die Regierungszusammensetzung nach dem Rücktritt von Hans Katschthaler zunächst unverändert. Die Österreichische Volkspartei (ÖVP) stellte weiterhin drei Regierungsmitglieder, darunter den Landeshauptmann und den Zweiten Landeshauptmann-Stellvertreter. Auf die Sozialistische Partei Österreichs (SPÖ) entfielen mit dem Ersten Landeshauptmann-Stellvertreter und einem Landesrat zwei Regierungsämter. Auch die Freiheitliche Partei Österreichs (FPÖ) stellte mit zwei Landesräten zwei Regierungsmitglieder. 
Nach dem Wechsel des Landeshauptmanns kam es mit dem Rücktritt von Landesrat Rupert Wolfgruber (ÖVP) am 22. April 1997 erneut zu einer Veränderung in der Regierung. Ihm folgte am 23. April 1997 Josef Eisl nach. Am 24. Oktober 1997 schied zudem Karl Schnell (FPÖ) nach einem Misstrauensantrag aus der Regierung aus. Er wurde am 12. November 1997 durch Margot Hofer ersetzt. 
| Amt                                                     | Name                | Partei | Ressorts |
| ------------------------------------------------------- | ------------------- | ------ | --- |
| Landeshauptmann                                         | Franz Schausberger  | ÖVP    | Vorstand des Amtes der Landesregierung, Landesamtsdirektion, Personalabteilung, Präsidialabteilung, Bildung und Gesellschaft, Feuerwehrwesen, Nationalparke                                     |
| Erste Landeshauptmann-Stellvertreter                    | Gerhard Buchleitner | SPÖ    | Frauenfragen, Jugendförderung, Sozialwesen, Gesundheitswesen, Gemeindeangelegenheiten, Landesrechnungshof                                                                                       |
| Zweiter Landeshauptmann-Stellvertreter                  | Arno Gasteiger      | ÖVP    | Finanz- und Vermögensverwaltung, Landesbuchhaltung, Landeskrankenanstalten, Wirtschaft und Fremdenverkehr                                                                                       |
| Landesrat ab 23. April 1997                             | Josef Eisl          | ÖVP    | Energiepolitik, Landarbeiterkammer, Land- und Forstwirtschaft, Ortsbildschutz, Ortsbildpflege, historische Baukultur und Denkmalpflege, Musikschulen, Salzburger Volkskultur, Energiewirtschaft |
| Landesrat                                               | Othmar Raus         | SPÖ    | Gewerbe, Verkehr, Maschinenbau, Elektrotechnik und Kraftfahrwesen, Umweltschutz und Gewässeraufsicht, Wohnungswesen, Kultur- und Sportangelegenheiten, Architektur und Kunst am Bau             |
| Landesrat ab 12. November 1997                          | Margot Hofer        | FPÖ    | Bauressort, Sozialversicherungsträger, Landesplanung und Raumordnung |
| Landesrat                                               | Robert Thaller      | FPÖ    | Jagd- und Fischereiwesen, Grundverkehr, Straßenpolizei- und Kraftfahrwesen, Eisenbahn-, Luftfahrt- und Schifffahrtsangelegenheiten, Verkehrssicherheit, Naturschutz                             |
| Vorzeitig ausgeschiedene Mitglieder der Landesregierung |                     |        | |
| Landesrat bis 22. April 1997                            | Rupert Wolfgruber   | ÖVP    | Energiepolitik, Landarbeiterkammer, Land- und Forstwirtschaft, Ortsbildschutz, Ortsbildpflege, historische Baukultur und Denkmalpflege, Musikschulen, Salzburger Volkskultur, Energiewirtschaft |
| Landesrat bis 24. Oktober 1997                          | Karl Schnell        | FPÖ    | Bauressort, Sozialversicherungsträger, Landesplanung und Raumordnung |